# Xuriguera (Biosca)
Xuriguera és una masia del municipi de Biosca (Solsonès) que forma part de l'Inventari del Patrimoni Arquitectònic de Catalunya. Els cavallers de l'Orde dels Mercedaris van habitar el mas Xuriguera entre 1456 i 1620. En una cisterna amb pou de la casa hi figura la data 1580.

## Descripció

### Edifici principal
És un edifici de grans dimensions, amb edificis adjunts. Té quatre façanes i quatre plantes. A la façana oest, hi ha l'entrada principal a l'edifici, amb arc rebaixat i adovellat, porta de fusta de doble batent. A la dovella central, hi ha la data de 1794. A la planta següent, a l'esquerra hi ha una finestra amb llinda de pedra i ampit, més a la dreta hi ha un balcó amb barana de ferro ben treballada. S'hi accedeix aquest balcó a través d'una porta de fusta amb vidriera. Més a la dreta hi ha dos balcons més petits amb barana de ferro ben treballada. Al pis següent, a la part esquerra hi ha un balcó amb barana de ferro ben treballada, a la seva dreta hi ha tres finestres, les dues laterals amb ampit i la central sense. Al darrer pis hi ha quatre petites obertures amb ampit.

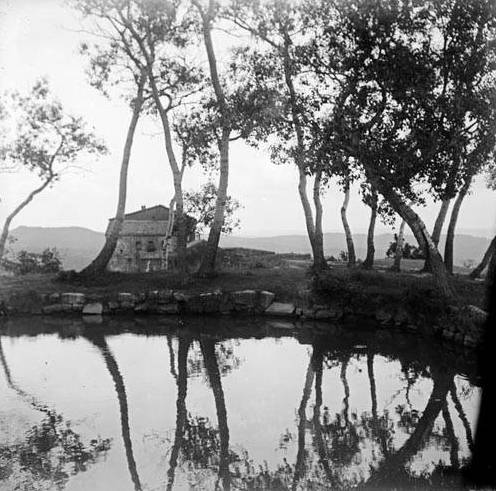
La bassa de Can Xuriguera (entre 1896 i 1921)

A la façana nord, hi ha un edifici adjunt que forma part de la casa, que ocupa pràcticament la façana. Hi ha una finestra al segon pis i una al tercer.
A la façana est, hi ha quatre finestres a la segona planta, tres a la següent, i dos a la darrera, hi ha dos contraforts. Hi ha una petita edificació, de forma quadrada que ocupa una part de la façana. A la part dreta d'aquesta façana, hi ha una mena de torre que ocupa la totalitat de la façana.
A la façana sud, està quasi coberta per un edifici adjunt. Hi ha una finestra a la tercera planta i una a la darrera. La coberta és de dos vessants (Est-Oest), acabada amb teules.

### Edificis adjunts
Adjunt a la façana nord, hi ha un edifici que forma part de l'habitatge, a la façana oest, a la planta baixa a la dreta, hi ha una entrada amb porta de fusta de doble batent, a la seva esquerra a un nivell superior, hi ha una altra entrada amb porta de fusta de doble batent. A la seva dreta hi ha una petita finestra. Al pis següent hi ha una finestra. A la façana nord, hi ha una finestra a l'esquerra a la part inferior, i quatre amb llinda de pedra a la part superior. Hi ha un petit edifici adjunt amb aquesta façana. A la façana est, hi ha diverses petites obertures a la part inferior, un balcó amb barana de ferro a la part superior, a la seva dreta, hi ha una finestra, culminant la façana, una petita finestra. La coberta és d'un vessant (Nord), acabada amb teules.
Adjunt a l'est de l'edifici principal, hi ha una torre quadrada, a la façana est, té dues finestres. A la façana sud, hi ha una finestra. Adjunt també amb aquesta façana de l'edifici, hi ha un altre de dimensions més petites, amb diverses espitlleres.
Hi ha un edifici adjunt a la façana sud de l'edifici principal, que també forma part de l'habitatge. Aquest edifici, en gran part és de nova construcció. A la façana oest, hi ha una entrada amb arc de mig punt adovellat. A la dovella central hi ha la data de 1650. Als dos pisos següents hi ha dues finestres. A la façana sud, a la planta baixa, a la dreta, hi ha una entrada senzilla. A la seva esquerra, hi ha dues finestres. A un nivell superior, a l'esquerra hi ha una finestra, a la dreta hi ha una vidriera i més a la dreta hi ha una petita terrassa. A la part superior de la façana, hi ha finestra. A la façana est, hi ha dues finestres. Cal dir que aquest edifici barreja part antiga i nova (totxo, arrebossat).

### Ermita
Davant de la façana nord de la casa hi ha una petita ermita dedicada a la Mare de Déu de Loreto. Consta de quatre façanes, una sola nau, una entrada amb arc de mig punt adovellat, a sobre una petita rosassa. La coberta és de dos vessants.
Davant de la façana posterior de l'ermita, hi ha un edifici que té funció agrícola, té una gran entrada a la façana sud. Davant de la façana principal de la casa, hi ha petits edificis que tenen funció agrícola. De la façana de l'ermita, surt un mur on hi ha l'entrada al recinte, amb arc escarser on hi ha la inscripció de "Soriguera, 1567".